# Niemsty
Niemsty (deutsch Könitzberg, 1929 bis 1945 Gertrudenhof) ist ein kleiner Ort in der polnischen Woiwodschaft Ermland-Masuren, der zur Landgemeinde Świętajno (Schwentainen) im Powiat Olecki (Kreis Oletzko, 1933 bis 1945 Kreis Treuburg) gehört.

## Geographische Lage
Der Weiler (polnisch osada) Niemsty liegt im Nordosten der Woiwodschaft Ermland-Masuren, 13 Kilometer nordwestlich der Kreisstadt Olecko (Marggrabowa, umgangssprachlich auch Oletzko, 1928 bis 1945 Treuburg). Südlich des Ortes befindet sich eine frühmittelalterliche Wallburg mit einer Steinmauer im Vorfeld, die zu archäologischen Untersuchungen schon im 19. Jahrhundert führte.

## Geschichte
Das einstige Könitzberg bestand im Wesentlichen aus einem großen Hof, der 1827 als Abbau von Jurken (1938 bis 1945 Jürgen, polnisch Jurki) erwähnt wurde. Der Ort war ein Vorwerk der Gemeinde Diebowen (1938 bis 1945 Diebauen, polnisch Dybowo) im Kreis Oletzko (1933 bis 1945 Kreis Treuburg) im Regierungsbezirk Gumbinnen der preußischen Provinz Ostpreußen. Im Jahre 1905 zählte der Ort 59 Einwohner.
Zu Beginn des 20. Jahrhunderts wurde in Könitzberg das neobarocke Gutshaus gebaut, das in den 1920er Jahren der Familie Middendorf gehörte – als Zentrum wohl eines großen Gutsbesitzes.
Am 5. April 1929 wurde Könitzberg in „Gertrudenhof“ umbenannt. Am 30. April 1931 wurde die Entscheidung getroffen, dass das Vorwerk Gertrudenhof sowohl in der Landgemeinde Diebowen (Dybowo) als auch in der Landgemeinde Jurken (Jurki) liegt.
Mit dem gesamten südlichen Ostpreußen kam der Ort 1945 in Kriegsfolge zu Polen und trägt seitdem die polnische Bezeichnung „Niemsty“. Der Weiler ist heute in das Schulzenamt (polnisch sołectwo) Cichy (Czychen, 1938 bis 1945 Bolken) einbezogen und gehört somit zur Landgemeinde Świętajno (Schwentainen) im Powiat Olecki (Kreis Oletzko, 1933 bis 1945 Kreis Treuburg), vor 1998 der Woiwodschaft Suwałki, seither der Woiwodschaft Ermland-Masuren zugehörig. Noch heute ist das einstige Gutshaus erhalten, auch existieren noch der Wirtschaftshof und das Wohnhaus des Gutsverwalters, umgeben von Bäumen mit zum Teil sehr altem Bestand. Die Anlage ist jetzt Eigentum der Staatlichen Agentur für Landwirtschaftliche Immobilien (Agencja Własności Rolnej Skarbu Państwa - AWRSP).

## Religionen
Bis 1945 war Könitzberg in die evangelische Kirche Czychen in der Kirchenprovinz Ostpreußen der Kirche der Altpreußischen Union und in die katholische Pfarrkirche Marggrabowa (1928 bis 1945 Treuburg, polnisch Olecko) im Bistum Ermland eingepfarrt.
Heute gehört Niemsty zur evangelischen Kirchengemeinde in Gołdap (Goldap), einer Filialgemeinde der Pfarrei in Suwałki in der Diözese Masuren der Evangelisch-Augsburgischen Kirche in Polen, bzw. zur katholischen Pfarrkirche Cichy im Bistum Ełk (Lyck) der Römisch-katholischen Kirche in Polen.

## Verkehr
Niemsty ist über einen Landweg zu erreichen, die bei Doliwy (Doliwen, 1938 bis 1945 Teichwalde) von der Woiwodschaftsstraße DW 655 abzweigt und über Jurki (Jurken, 1938 bis 1945 Jürgen) nach Cichy (Czychen, 1938 bis 1945 Bolken) führt.